# Death Rap
Death Rap è il quinto album in studio del musicista horrorcore statunitense Necro, pubblicato nel 2007.

## Tracce
1. Creepy Crawl
2. No Remorse
3. Some Get Back (Revenge)
4. Belligerent Gangsters (feat. Harley Flanagan)
5. Suffocated to Death by God's Shadow (feat. Mike Smith, Steve DiGiorgio, Mark Morton & Brian Fair)
6. Mutilate the Beat
7. Keep on Driving
8. Technician of Execution
9. Keeping it Real (feat. Adam Jackson)
10. Exploitation (feat. Mr. Hyde)
11. As Deadly as Can Be (feat. Ill Bill)
12. Evil Rules (feat. Scott Ian, Dave Ellefson & Ray Alder)
13. Forensic Pathology
14. Portrait of a Death Rapper